# Pitzer-Spannung
Pitzer-Spannung heißt die nach dem Chemiker Kenneth Sanborn Pitzer (1914–1997, USA) benannte Ringspannung eines Moleküls, die durch Van-der-Waals-Abstoßung von ekliptisch und gauche angeordneten Substituenten (auch Wasserstoffatomen) benachbarter Atome hervorgerufen wird. Pro ekliptischer Wechselwirkung sind dies etwa 17–21 kJ/mol (4–5 kcal/mol).
Aufgrund der Pitzer-Spannung ist z. B. Cyclopentan nicht planar. Obwohl es als ebenes Molekül mit einem C–C-Bindungswinkel von 108° fast frei von Valenzwinkelspannung wäre, bevorzugt es eine abgeknickte Briefumschlagform („envelope“-Form). Die energetisch günstigen Konformationen sind also die sogenannte Briefumschlag-Konformation (engl. envelope conformation) gefolgt von der Halbsessel-Konformation (half-chair conformation):

Briefumschlag-Konformation von Cyclopentan
Halbsessel-Konformation von Cyclopentan

In cyclischen Verbindungen stellt die Pitzer-Spannung einen Teil der Gesamtringspannung dar, deren weitere Komponenten die Baeyer-Spannung oder Valenzwinkelspannung (vor allem vertreten im Dreiring und Vierring), die Newman-Spannung (1,5-Repulsion von Nicht-Wasserstoffatomen) und die Prelog-Spannung bzw. transannulare Wechselwirkung (vor allem bei größeren Ringen, Maximum beim Zehnring) sind.